# Skyreach
Skyreach (スカイリーチ?, Sukairīchi) è un singolo della cantante e doppiatrice Sora Amamiya, il singolo è stato pubblicato il 13 agosto 2014. Il brano, inoltre, è utilizzato come prima sigla d'apertura dell'anime Akame ga kiru!. La massima posizione toccata dal singolo nella classifica Oricon è la tredicesima, invece nelle classifiche Billboard JAPAN Hot 100, Hot Animation e Hot Singles Sales, è arrivata rispettivamente nelle posizioni diciassettesima, quarta e undicesima.

## Classifiche
| Classifica (2014)                            | Posizione massima |
| -------------------------------------------- | ----------------- |
| Giappone (Oricon)                            | 13                |
| Giappone (Billboard JAPAN Hot 100)           | 17                |
| Giappone (Billboard JAPAN Hot Animation)     | 4                 |
| Giappone (Billboard JAPAN Hot Singles Sales) | 11                |

### Billboard JAPAN Hot Animation
Nelle classifiche dedicate ai singoli relativi all'animazione, Skyreach, è stata classificata solo per due settimane, si è posizionata quarta alla prima settimana di vendita ciò è dal 25 agosto 2014, alla seconda settimana, che parte dal 1º settembre 2014, il singolo si è posizionato diciassettesimo.

## Disco
Il disco dove è contenuto Skyreach comprende tre brani:
1. Skyreach [04:29]
2. Yumea (夢空?) [04:28]
3. Skyreach (instrumental) [04:27]